# Giuseppe Alabardi
Giuseppe Alabardi, detto lo Schioppi (Venezia, ... – ...; fl. XVI-XVII secolo), fu un pittore di prospettive e scenografo della Repubblica di Venezia, vissuto tra la seconda metà del sedicesimo e la prima metà del diciassettesimo secolo.

## Biografia
Già attivo dal 1590, ornò la Sala dei conviti in Palazzo Ducale e il Palazzo Mocenigo con affreschi e quadri ad olio.
È ricordato anche per le sue scenografie per le opere di Claudio Monteverdi.
La maggior parte delle sue opere certe sono oggi perdute, alcune attribuzione sono comunque incerte. Mentre in campo teatrale e come scenografo fu molto attivo, e non soltanto con Monteverdi, ma per molte opere teatrali transitate a Venezia i primi decenni del '600.
L'Abate Lanzi lo cita appena come quadraturista e decoratore di apparati scenici. In particolare vengono citate le sue scenografie coreografiche per La Maga fulminata di Benedetto Ferrari, musica di Francesco Manelli per la Compagnia del Teatro San Cassiano, come prototipica del gusto baroccheggiante del 1638. Di cui ci parla Girolamo Tiraboschi nella sua Seconda lettera sul primo pubblico dramma musicale italiano, e sull'inventore del recitativo datato Modena, 1790.